# 刀嘴蜂鸟
是蜂鳥科下的一種，也是刀嘴蜂鳥屬（学名：Ensifera）中的唯一一種。其極長的鳥喙是最突出的標記。按身體比例而言，牠的鳥喙也是所有鳥類中最長的一種。

## 描述
刀嘴蜂鳥除頭棕褐色外，其他體羽均為銅綠色。覆羽為黃綠色，飛羽同樣為棕褐色。兩性異形不明顯，但一般雌鳥的銅綠色色澤較閃亮，雄性則較暗淡。平均體長21厘米，但其鳥喙的長度可超越10.5厘米，使這種鳥成為唯一一種鳥喙比其身體長的鳥類。與大部分鳥類不同，刀嘴蜂鳥的鳥喙並不向下彎，相反卻相當筆直，最前端或有微微向上彎。由於鳥喙不尋常的長，因此刀嘴蜂鳥停竭休息時必須將頭部向上昂而不是常見的向下仰；此外刀嘴蜂鳥也不能如其他鳥類用鳥喙整理羽毛，相反牠們必須依靠雙足去整理飛羽。

## 分佈
原生於南美洲安第斯山脈內，海拔高於2500米的密林內，因此多個南美國家均有其蹤影，包括玻利維亞、秘魯、哥倫比亞、委內瑞拉及厄瓜多爾等。分佈範圍十分廣泛，相信生活面積超過350,000平方公里。

## 生態及行為

### 進食
刀嘴蜂鳥與其他蜂鳥一樣以花蜜為食，特長的鳥喙是為了適應當地花冠極長的蜜源植物，如曼陀羅屬（Datura）、曼陀羅木屬（Brugmansia）、西番蓮屬（Passiflora）及倒掛金鐘屬（Fuchsia）等。這些植物大部分花冠下垂，刀嘴蜂鳥必須懸停在下方，将喙伸入花冠来吸吮花蜜。它们舌頭比鳥喙更長，舌骨盘绕在頭骨里，让舌头伸缩自如。進食時，呈管狀的舌頭會利用舌尖的纖毛沾滿花蜜，然後以每秒13次的高速度來回伸縮。由於懸停飛行相當消耗體力，因此刀嘴蜂鳥一天之內必須進食達數萬次，而一天內所吸食的重量可超越其體重的一半

### 繁殖
每次誕下蛋兩枚，在由落葉、苔蘚及蜘蛛網等組成的巢內孵化出生。常築巢於高大喬木或灌木上。

## 保護現狀
由於分佈廣泛，無明顯的威脅，因此目前刀嘴蜂鳥在IUCN紅色名錄內被評為無危物種。

## 外部連結
- 刀嘴蜂鳥的影片（页面存档备份，存于）